# Lithoscaptus pacificus
Lithoscaptus pacificus is een krabbensoort uit de familie van de Cryptochiridae. De wetenschappelijke naam van de soort is voor het eerst geldig gepubliceerd in 1933 door Edmondson.